# Lily Brooks-Dalton
Lily Brooks-Dalton (Vermont, ...) è una scrittrice statunitense.

## Biografia
Nativa del Vermont meridionale, si è laureata all'Università del Massachusetts e specializzata a Portland. Ha esordito nel 2015 con il memoriale Motorcycles I've Loved: A Memoir.
Nel 2016 ha pubblicato con Random House il suo primo romanzo, La distanza tra le stelle (Good Morning, Midnight). Dall'opera è stato tratto un film intitolato The Midnight Sky.

## Opere
- Motorcycles I've Loved: A Memoir, 2015
- La distanza tra le stelle (Good Morning, Midnight, 2016), Editrice Nord, 2017.